# テバット彗星
テバット彗星(Tebbutt's Comet)は約3か月間に亘って肉眼で観察することができた長周期彗星である。彗星の命名規則に基づいた名前はC/1861 J1である。テバット彗星は、19世紀の8つの大彗星の1つとされる。

## 発見
テバット彗星は1861年5月13日にオーストラリアニューサウスウェールズ州ウィンザーのジョン・テバットによって発見された。このときの見かけの等級は4等であり、近日点の1か月前であった(近日点は6月12日)。この彗星は北半球では6月29日まで見ることができなかった。しかし、彗星発見の報が届く前に、北半球で見ることができるようになった。

## 軌道
1861年6月29日にテバット彗星は太陽から11.5度の地点を通過した。次の日の6月30日には地球に最接近し、その距離は0.1326 AU(19.8×106 km)だった。地球に接近している間、テバット彗星は0 から-2 等の明るさになり、その尾の大きさは90度にもなった。前方散乱の結果として、彗星は夜中でも影を落とした(Schmidt 1863; Marcus 1997)。1861年6月30日から7月1日の夜中に、有名な彗星観測者であるジュリアス・シュミットはアテネ国立天文台に影を落とすテバット彗星を観測した。テバット彗星はほとんど前例がない方法で、地球と相互に作用していた可能性がある。彗星が最も近づいていた2日間に、地球は彗星の尾の中にあった。そして、遠くにある彗星の核に向かって、彗星から出たガスや塵の流れが収束していく様子を見ることができた。
8月中旬にはテバット彗星は肉眼で見ることができなくなった。しかし、望遠鏡では1862年の5月まで見ることができた。テバット彗星の軌道を計算したところ、軌道は楕円軌道であり、周期は約400年ということがわかった。すなわち、前回地球に接近したのは15世紀半ばであり、次回に接近するのは23世紀になる。
長谷川一郎と中野主一は、テバット彗星は1500年4月20日に近日点に達したC/1500 H1と同じであると示した。
1992年にはテバット彗星は太陽から100 AUの地点にあった。これは、準惑星のエリスよりも離れていたことを意味する。テバット彗星は2063年には遠日点に到達する。

## 観察記録
文久元年(1861)5月25日
「彗星について25日〜28日までの様子を記す」の古文書が新潟県立図書館にある。
地上からの高さや方向を角度で表し、長さ(尺)も記録されている。
モンタナ州西部に住んでいた1861年7月1日に、グランヴィル・スチュアートは雑誌記事にてこの彗星について言及した。
| 「 | 昨晩、北西で巨大な彗星を見た。彗星の尾は空の半分にも達していた。おそらく以前から見えていたのだろうが、最近は曇り続きだったので、今まで観察することができなかった。 | 」 |

### 1861年7月
7月1日
| 「 | 光が降り注いだ今朝、私は妻ブリューワーと、数週間のキャンプ演習に出席するためにハンプトン夫人を訪問した。美しく見事な彗星が数日前と同じ場所に今夜も現れた。この彗星は私が今まで見たどの彗星よりも長く、まっすぐに上を向いていた。 | 」 |

7月5日 James Riley Robinson
| 「 | 私は深夜1時に目が覚め、今まで見たどの彗星よりも大きく美しい彗星を目にした。彗星の核は金星のように大きく、著しく明るく燃えていた。彗星は地平線上から20度上に位置しており、明るく長い尾を空の半分まで伸ばしながら北に向いていた。今まで見た中で最も素晴らしい光景だった。 | 」 |